# Bituše
Bituše (makedonsky: Битуше) je vesnice v Severní Makedonii. Nachází se v opštině Mavrovo a Rostuša v Položském regionu.

## Původ názvu vesnice
Obec byla poprvé zmíněna pod názvem Bituše v roce 1467 v osmanských záznamech. Existuje hned několik vysvětlení názvu:
- Z osobního jména Bit - jedná se o staroslověnské mužské křestní jméno, spojené s latinskou verzí Vitus
- Vytvoření přídavného jména z osobního jména Bituh (Bitomir) nebo Bituš
- Bituše může být také přeloženo jako "vesnice patřící Bituhovi"

## Geografie
Vesnice se nachází v oblasti Dolna Reka, v jihozápadní části opštiny Mavrovo a Rostuša. Její katastr se rozkládá až ke svahům pohoří Dešat, kde se dotýká hranic s Albánií. Leží v kaňonu řeky Radika. Obec je hornatá a leží v nadmořské výšce 954 metrů.
Bituše leží 35 km jihozápadně od města Mavrovo a 20 km sevěrně od města Debar. Leží přímo na území Národního parku Mavrovo.
Katastr vesnice činí 6,2 km2. Dominují mu lesy o rozloze 287,9 ha, dále pastviny o rozloze 210,2 ha a 70,7 je orná půda.

## Historie
O obci a jejím založení neexistují žádné písemné doklady. Vesnice byla poprvé písemně zmíněna v 15. století v osmanských sčítacích listinách, předpokládá se ale, že vesnice je mnohem starší.
Podle některých zdrojů byl jistý Jovan (nebo Ivan) jeden ze 70 žáků sv. Klimenta Ochridského a sv. Nauma. Ten zde založil Bigorský klášter a přivezl do vesnic Bituše, Slatina a Debarca ikony, které byly v 10. století spolu s klášterem spáleny.
Bituše je jednou z 23 vesnic na pravé straně řeky Radiky, ve kterých neproběhla islamizace obyvatelstva. Po staletí je Bituše křesťanskou vesnicí a není známo, proč na ni osmanské jednotky neútočily. I přes tuto skutečnost vesnice žila v míru s okolními vesnicemi, kde islám převládal.
Podle záznamů Vasila Kančova zde v roce 1900 žilo 560 obyvatel makedonské národnosti.
V roce 1942 byl v Bituši první partyzánský tiskařský lis v Makedonii. Z vesnice pochází i národní hrdina Tichomir Miloševski.

## Demografie
Podle sčítání lidu z roku 2021 žije ve vesnici 161 obyvatel. Etnické skupiny jsou:
- Makedonci – 128
- Albánci – 1
- Turci – 1
- Srbové – 1
- ostatní – 30

| Rok      | 1900 | 1905 | 1948 | 1953 | 1961 | 1971 | 1981 | 1991 | 2002 | 2021 |
| -------- | ---- | ---- | ---- | ---- | ---- | ---- | ---- | ---- | ---- | ---- |
| Obyvatel | 560  | 576  | 530  | 579  | 581  | 431  | 291  | 174  | 96   | 161  |

## Kulturní a přírodní pamětihodnosti

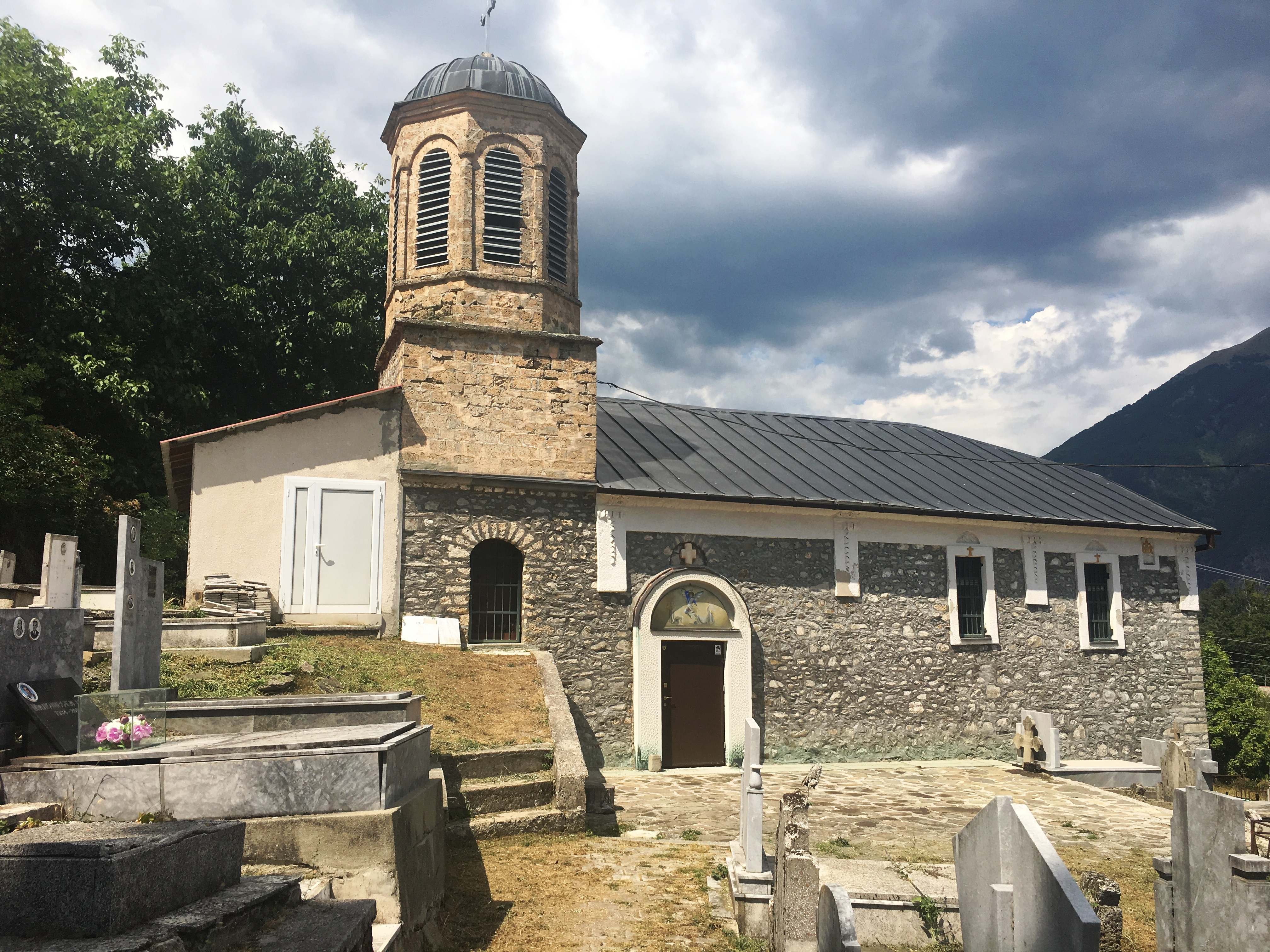
Hlavní vesnický kostel sv. Archanděla Michaela

#### Kostely
- Kostel sv. Archanděla Michaela – hlavní vesnický kostel nacházející se přímo v obci
- Kostel sv. Elijáše – kostel za vesnicí v lokalitě zvané Dabje
- Kostel Nanebevzetí Páně – kostel za vesnicí v lokalitě Dabje
- Kostel Proměnění Páně a Kostel sv. Cyrila a Metoděje – poustevny Bigorského kláštera, vysvěceny v roce 2014

#### Kulturní památky
Za kulturní dědictví Makedonie je ve vesnici prohlášena:
- Partyzánská tiskárna Goce Delčeva – první ilegální partyzánská tiskárna v Makedonii, která fungovala od listopadu 1942 do června 1943

#### Řeky
- Bitušica – malá říčka protékající vesnicí